# Lámina lúcida
La lámina lúcida es un componente de la membrana basal situada entre el epitelio y subyacente tejido conectivo (por ejemplo entre la epidermis y la dermis papilar).  Es una zona electro-lúcida, es decir, electro-transparente, de apenas 40 nanómetros. La lámina lúcida se encuentra entre a) la membrana plasmática de las células basales (queratinocitos epidérmicos basales en el caso de la piel) y b) la lamina densa de la membrana basal.